# Dharmakirti
Dharmakīrti je bil vpliven indijski budistični filozof, ki naj bi živel okoli 6. in 7. stoletja. Deloval je v kraju Nālanda. Bil je eden ključnih učenjakov epistemologije (pramana) v budistični filozofiji in je povezan s šolami Yogācāra in Sautrāntika. Bil je tudi eden od primarnih teoretikov budističnega atomizma. Njegov mentor je bil indijski filozof Dingnāga. Dharmakirtijeva dela pa so vplivala tako na učenjake šol Mīmāṃse, Njaje in šaivizma, kot tudi na učenjake džainizma.

## Življenje
Malo je znanega o življenju Dharmakirtija. Tibetanske hagiografije kažejo, da je bil Brahmin, rojen v Južni Indiji, in da je bil nečak učenjaka Mīmāṃsā Kumarile Bhaṭṭa. Ko je bil še mlad, naj bi Kumarila grdo govoril o njem med njegovim prejemanjem brahmanskim oblačil, kar je pripeljalo do tega, da je Dharmakirti namesto tega prevzel haljo budističnega reda in se odločil "premagati vse heretike". 

### Študij
Kot študent budizma je najprej študiral pod Isvaraseno in se kasneje preselil v Nalando, kjer je sodeloval s Dharmapalo (6. stoletje). Toda natančnost tibetanskih hagiografij je negotova in ga znanstveniki namesto tega postavljajo v 7. stoletje. Za to so se odločili predvsem zaradi nedoslednosti v različnih tibetanskih in kitajskih besedilih in ker šele sredi 7. stoletja začnejo indijska besedila razpravljati o njegovih idejah. Primer je citat Dharmakirtijevih verzov v delih Adi Shankara. Večina znanstvenikov meni, da je Dharmakīrti živel med 600-660 n. št., vendar ga peščica vseeno postavlja v prejšnje stoletje.
Dharmakirti naj bi gradil na delu Dignāga, pionirja budistične logike, od delovanja naprej pa je vplival na budistično tradicijo. Prav tako so njegove teorije postale normativne v Tibetu in se do danes preučujejo kot del osnovnega učnega načrta.
Dharmakirti je delal kot budistični laik v Nalandi, torej ni bil le navaden menih. V njegovih delih je opazno njegovo prepričanje, da nihče ne bo razumel vrednosti njegovega dela in da bodo njegova prizadevanja kmalu pozabljena. Zgodovina pa je uspela dokazati, da so bili njegovi strahovi napačni. Njegova filozofija je zagotovo našla priznanje, vsaj v mnogih delih Azije. On in njegov že prej omenjeni predhodnik Dignāga (480.-540. let.) sta bila odgovorna za šolo budistične misli, ki v sanskrtu dejansko ni imela imena, čeprav je bila v tibetanščini znana kot "tisti, ki sledijo sklepanju" (rigs pa rjes su 'brang ba); v sodobni literaturi je včasih znana s priročnim sanskrtnim pomnomerjem pramānavāda ali preprosto »epistemološko šolo«. V vsakem primeru je bila budistična šola, ki je izzvala najbolj sofisticirane in najpomembnejše filozofske razprave z nebudističnimi tekmeci. Predstavljala je budizem v pan-indijskih razpravah o problemih univerzalnosti, filozofiji logike in jezika ter vprašanjih utemeljitve in imela ogromen vpliv na Mahajanski budizem v osrednji Aziji, zlasti v Tibetu. Čeprav je bil njen vpliv na srednjeveško Kitajsko relativno omejen (v kitajščino je bilo prevedenih le nekaj del Dignāga in Dharmakīrtijevega dela), je vseeno postala vse bolj pomembna v sodobni Japonski pri dobavi epistemologije za budistične misli.

## Zgodovinsko ozadje
Budistična dela, kot so Yogacarabhumi-šastra in Mahāyānasūtrālaṅkāra, sestavljena pred 6. stoletjem, o hetuvidyā (logiki, dialektiki), so nesistematična, njihov pristop in struktura pa sta heresiološka, proselitična in apologetična. Njihov namen je bil premagati nasprotnike, ki niso budisti (hinduizem, džainizem, Ājīvikizem), braniti ideje budizma, razviti vrsto argumentov, ki jih menihi lahko uporabijo za spreobračanje tistih, ki dvomijo v budizem in krepiti vero budistov, ki so začeli razvijati dvome. Okoli sredine 6. stoletja je, morda za reševanje polemike nebudističnih tradicij s svojimi pramanskimi temelji, budistični učenjak Dignāga preusmeril poudarek dialektike k bolj sistematični epistemologiji in logiki in ohranjal heresiozno in apologetsko osredotočenost. Dharmakīrti je sledil stopinjam Dignāga in mu pripisujejo sistematične filozofske nauke o budistični epistemologiji, ki je, kot je rekel Vincent Eltschinger, "polnopravno pozitivno / neposredno opravičilo". Dharmakīrti je živel v obdobju propada guptskega cesarstva, ki je tudi čas velike negotovosti za budistične institucije. Vloga budistične logike je veljala za intelektualno obrambo pred hindujskimi filozofskimi argumenti, ki so jih oblikovali epistemično prefinjene tradicije, kot je šola Nyaya. Vendar pa so Dharmakīrti in njegovi privrženci menili, da je študij razmišljanja in njegove uporabe pomembno orodje za soteriološke cilje.

## Dela
- Analiza odnosov - Analysis of Relations - (Saṃbandhaparikṣhāvrtti )
- Ugotovitev utemeljenih spozanj - Ascertainment of Valid Cognition - (Pramāṇaviniścaya)
- Komentar na Dignāgino 'Zbirko epistemologije'  - Commentary on Dignaga's 'Compendium of Valid Cognition' -(Pramāṇavārttika-kārika )
- Avto-komentar na prej omenjeno besedilo - Auto-commentary on the above text - (Pramāṇavārttikasvavrtti)
- Kaplja razuma - Drop of Logic - (Nyāyabinduprakaraṇa)
- Kaplja razloga - Drop of Reason - (Hetubindunāmaprakaraṇa)
- Dokaz miselnega toka drugih - Proof of Others' Mindstreams - (Saṃtānāntarasiddhināmaprakaraṇa)
- Razlogi za razpravo - Reasoning for Debate - (Vādanyāyanāmaprakaraṇa)

### Pramanavarttika
Njegovo največje in daleč najpomembnejše delo se imenuje Pramānavārttika. To je nedokončan, zelo filozofski komentar na Dignāgov Pramāṇasamuccaya ("Zbirka epistemologije"), ki pa je tudi bil na široko komentiran s strani mnogih indijskih in tibetanskih učenjakov. Na različnih ključnih mestih v besedilu vidimo, da je Dharmakīrti očitno razvil nekaj osnovnih idej, kot odziv na danes izgubljene komentarje študentov Dignāga, najpomembnejši pa je bil komentar o Pramānasamuccaji, ki ga je izvedel Īśvarasena. Obstajajo tudi novosti, ki jih, kolikor vemo, niso izzvali prejšnji komentatorji. V metafiziki, epistemologiji ali filozofiji jezika, vzročne teorije prenašajo precejšnjo filozofsko težo. Te teorije so verjetno precej izvirne, vendar niso najdene v Dignāginih lastnih spisih. V delu obravnava pramano, obliko indijske epistemologije, katero bi lahko prevedli kot »dokaz«. Njegova besedila do danes ostajajo del študija v samostanih tibetanskega budizma.

## Dharmakirti v slovenščini in nadaljnje branje
- članek Sebastjana Vörösa : Misel in neizrekljivo v budistični logično-epistemološki šoli : nov pogled na teorijo dveh resnic pri Dignagi in Dharmakirtiju v reviji Afriške in azijske študije , letnik 16, št. 3 (2012), str. 77-100 COBISS.SI-ID: 73105920 oz. https://plus.si.cobiss.net/opac7/bib/51117410
- Maja Miličinski : Azijske filozofije in religije ; Mahayansko pojmovanje Bude: str. 299, Mahayanski šoli: str. 300 https://plus.si.cobiss.net/opac7/bib/269050624
- za nadaljnjo raziskavo njegovih del : http://www.east.uni-hd.de/search/?q=Dharmakirti Arhivirano 2019-02-25 na Wayback Machine.